# Brskut
Brskut este un sat din municipiul Podgorica, Muntenegru. Conform datelor de la recensământul din 2003, localitatea are 19 locuitori (la recensământul din 1991 erau 35 de locuitori).

## Demografie
În satul Brskut locuiesc 19 persoane adulte, iar vârsta medie a populației este de 65,3 de ani (63,5 la bărbați și 66,7 la femei). În localitate sunt 10 gospodării, iar numărul mediu de membri în gospodărie este de 1,90.
Această localitate este populată majoritar de sârbi (conform recensământului din 2003).
|  |

| Demografie | Demografie | Demografie |
| An         | Locuitori  | Locuitori  |
| ---------- | ---------- | ---------- |
|            |            |            |
|            |            |            |
|            |            |            |
|            |            |            |
| 1948       | 339        |            |
| 1953       | 298        |            |
| 1961       | 232        |            |
| 1971       | 134        |            |
| 1981       | 104        |            |
| 1991       | 35         | 35         |
| 2003       | 19         | 19         |

| \| Componența etnică conform recensământului din 2003[2] \| Componența etnică conform recensământului din 2003[2] \| Componența etnică conform recensământului din 2003[2] \| Componența etnică conform recensământului din 2003[2] \| Componența etnică conform recensământului din 2003[2] \| \| ----------------------------------------------------- \| ----------------------------------------------------- \| ----------------------------------------------------- \| ----------------------------------------------------- \| ----------------------------------------------------- \| \| \| \| \| \| \| \| Sârbi \| Sârbi \| \| 16 \| 84,21% \| \| Iugoslavi \| Iugoslavi \| \| 3 \| 15,78% \| \| necunoscută \| necunoscută \| \| 0 \| 0% \| |             |  |    |        |
| Componența etnică conform recensământului din 2003 |             |  |    |        |
| |             |  |    |        |
| Sârbi | Sârbi       |  | 16 | 84,21% |
| Iugoslavi | Iugoslavi   |  | 3  | 15,78% |
| necunoscută | necunoscută |  | 0  | 0%     |